# Йекабс Казакс
Йекабс Казакс (на латвийски: Jēkabs Kazaks) е латвийски художник – модернист.

## Биография
Казакс е роден на 18 февруари 1895 г. в Рига (тогава в Руската империя) в сравнително бедна среда и трябва да се бори да завърши гимназиалното си образование. Учи в Рижското художествено училище между 1913 и 1915 г. (при Вилхелмс Пурвитис и Робертс Тилбергс) и Пензенското художествено училище по време на Първата световна война (1915 – 1917 г.). Подобно на много латвийски модернисти, формалното му художествено обучение и изборът на най-завладяващите му теми произтичат от опита му като бежанец по време на Първата световна война. Стилът на Казакс съдържа елементи на импресионизъм, западноевропейски стари майстори, модерни френски художници и латвийския модернизъм от началото на ХХ век. Той също така е дълбоко вдъхновен от поредицата картини на своя сънародник Язепс Гросвалдс, внасяйки в тези теми своята собствена чувствителност на интимистичен художник.
Казакс използва своите влияния и интереси, за да създаде личен стил, характеризиращ се с изразителност, простота, синтез и изкривяване на формите. Той участва във формирането на Hрупата на експресионистите през 1919 г. и след това на Групата на художниците на Рига като неин теоретик и първи председател.
Няколко от основните му творби описват ежедневието на бежанците; рисува също портрети и автопортрети. Използва като основа маслени и водни бои, които допълва с различни графични техники (туш, рисунка, линогравюра, дърворезба). Над 40 негови маслени платна, както и около 150 негови акварели и рисунки са изложени в Латвийския държавен художествен музей.
Казакс умира от туберкулоза на 30 ноември 1920 г., едва 25-годишен.

## Избрани картини
- Портрет на Юлиас Спрога
- На масата
- Къпещи се
- Бежанци
- Дами на морето (1920)